# O Menino que Adivinhava
O menino que adivinhava é um livro infantojuvenil do escritor brasileiro Marcos Rey, publicado em 2000 e faz parte da Série Vaga-Lume Júnior.

## Enredo
José é filho de Gregório e Elvira. Nas provas finais da quarta-série, ele tira boas notas em todas as provas, o que surpreende seus pais, porque ele não é um aluno aplicado. Para explicar, José dá a desculpa de que adivinhou as respostas ,o que não convence seus pais e nem o diretor do colégio. Sua amiga Flávia (apelidada de Fla) o convence a participar de uma gincana, em que ele entrevista o galã Rogério Maciel. Ao fim da entrevista, José diz :"Cuidado com o helicóptero". Depois, ele ouve de Fla que o helicóptero em que Rogério estava sumiu, e José adivinha o lugar onde está o helicóptero. A partir daí, a fama de José de ser adivinho se espalha assustadoramente pelas ondas da TV Mundial.